# Gangan Powered
Gangan Powered (ガンガンパワード Gangan Pawādo)?) fue una revista japonesa de manga shōnen/seinen publicada por Square Enix. El primer número salió en el año 2001 y el último lanzamiento fue con el número de abril de 2009. Posteriormente fue reemplazada por Gangan Joker.

## Historia
La revista surge durante el año 2001. En un principio, desde marzo del mismo año, fue publicada dos veces al año, como un número especial de la Mothly Shōnen Gangan. Posteriormente, durante el año 2004 la publicación se convirtió en trimestral y finalmente, a partir de junio de 2006 la revista comenzó a ser publicada cada dos meses.
La revista contaba con un personaje como diseño principal de la misma llamado Dravat, creado por Fujiwara Kamui. Sin embargo, para la edición de primavera de 2002, el personaje ya no apareció más. 
En abril de 2009 lanzó su último número. Todas las obras que estaba publicando se trasladaron a Mothly Shōnen Gangan, Monthly G Fantasy y al sitio web de distribución de cómics Gangan ONLINE.

## Lista de manga
B
- Barakamon - (Yoshino Satsuki)
- Blan no Shokutaku ~Bloody Dining~ - (Tsubasa Hazuki y Shogo Mukai)
- Bungaku Shōjo to Shinitagari no Piero - (Rito Kōsaka)

C
- Corpse Party: Blood Covered - (Makoto Kedōin y Toshimi Shinomiya)

F
- Final Fantasy XII - (Gin Amou)

H
- Kore ga Watashi no Goshūjin-sama  -  (Asu Tsubaki, Mattsu)
- HEAVEN - (Aoi Nanase)
- Higurashi no Naku Koro ni: Onikakushi-hen - (Karin Suzuragi, Ryukishi07)
- Higurashi no Naku Koro ni: Tsumihoroboshi-hen - (Karin Suzuragi, Ryukishi07)
- Higurashi no Naku Koro ni: Matsuribayashi-hen - (Karin Suzuragi, Ryukishi07)

I
- Isoshime! Nioka-sensei - (Junichi Odaka)

J
- Jūshin Enbu - (Hiromu Arakawa)

K
- Kimi to Boku - (Kiichi Hotta)

N
- Nusunde Ri-Ri-Su - (Tinker)

S
- Sakakibara Boys Hero Club - (Yoshino Satsuki)
- Seiken Densetsu - Princess of Mana - (Yoshino Satsuki)
- Shining Tears - (Akira Kanda)
- Shitate-ya Kōbō Artelier Collection - (Hioka En)
- Sold Soul 500 - (Yoshino Satsuki)
- Stray cat strings - (Yoshino Satsuki)
- Superior - (Ichtys)

U
- Umineko no Naku Koro ni - (Kei Natsumi, Ryukishi07)